# Fincastle (Tennessee)
Fincastle ist eine Siedlung auf gemeindefreiem Gebiet im Campbell County im US-amerikanischen Bundesstaat Tennessee. Zu statistischen Zwecken ist der Ort zu einem Census-designated place (CDP) zusammengefasst worden. Das U.S. Census Bureau hat bei der Volkszählung 2020 eine Einwohnerzahl von 1.611 ermittelt.
Fincastle ist Bestandteil der Knoxville Metropolitan Statistical Area, der Metropolregion um die Stadt Knoxville.

## Geografie
Fincastle liegt im Nordosten Tennessees am südwestlichen Rand der Cumberland Mountains, einem Teil der Appalachen. Die Stadt liegt am Cedar Creek, der über den 'Powell River, den Clinch River, den Tennessee River und den Ohio zum Stromgebiet des Mississippi gehört. Die Grenze Tennessees zu Kentucky verläuft rund 40 km nördlich.
Die geografischen Koordinaten von Fincastle sind 36°24′35″ nördlicher Breite und 84°02′52″ westlicher Länge. Das Ortsgebiet erstreckt sich über eine Fläche von 9,46 km².
Benachbarte Ortschaften von Fincastle sind La Follette (7,4 km südwestlich) und Jacksboro (15,8 km in der gleichen Richtung).
Das Stadtzentrum von Knoxville liegt 70 km südlich. Die nächstgelegenen weiteren Großstädte sind Charlotte in North Carolina (435 km ostsüdöstlich), Georgias Hauptstadt Atlanta (376 km südlich), Chattanooga (212 km südwestlich), Tennessees Hauptstadt Nashville (308 km westlich), Louisville in Kentucky (336 nordnordwestlich) und Lexington in Kentucky (230 km nördlich).

## Verkehr
Die Tennessee State Route 63 verläuft in Nordost-Südwest-Richtung durch Fincastle. Alle weiteren Straßen sind untergeordnete Landstraßen, teils unbefestigte Fahrwege sowie innerörtliche Verbindungsstraßen.
Mit dem Campbell County Airport befindet sich 14 km südwestlich von Fincastle ein kleiner Flugplatz für die Allgemeine Luftfahrt. Der nächste Verkehrsflughafen ist der 90,5 km südlich gelegene McGhee Tyson Airport in Alcoa, südlich von Knoxville.

## Bevölkerung
Nach der Volkszählung im Jahr 2010 lebten in Fincastle 1618 Menschen in 648 Haushalten. Die Bevölkerungsdichte betrug 171 Einwohner pro Quadratkilometer. In den 648 Haushalten lebten statistisch je 2,5 Personen.
Ethnisch betrachtet setzte sich die Bevölkerung zusammen aus 98,9 Prozent Weißen, 0,1 Prozent amerikanischen Ureinwohnern, 0,2 Prozent Asiaten sowie 0,3 Prozent aus anderen ethnischen Gruppen; 0,4 Prozent stammten von zwei oder mehr Ethnien ab. Unabhängig von der ethnischen Zugehörigkeit waren 0,8 Prozent der Bevölkerung spanischer oder lateinamerikanischer Abstammung.
21,6 Prozent der Bevölkerung waren unter 18 Jahre alt, 56,8 Prozent waren zwischen 18 und 64 und 21,6 Prozent waren 65 Jahre oder älter. 51,9 Prozent der Bevölkerung waren weiblich.
Das mittlere jährliche Einkommen eines Haushalts lag bei 47.568 USD. Das Pro-Kopf-Einkommen betrug 19.944 USD. 12,6 Prozent der Einwohner lebten unterhalb der Armutsgrenze.